# Gesonia crambisata
Gesonia crambisata är en fjärilsart som beskrevs av Walker 1862. Gesonia crambisata ingår i släktet Gesonia och familjen nattflyn. Inga underarter finns listade i Catalogue of Life.